# Enkoder przyrostowy
Enkoder inkrementalny, przyrostowy, impulsowy – przetwornik, którego zadaniem jest generowanie impulsów (przyrosty kątowe) odpowiadających ruchowi obrotowemu. 

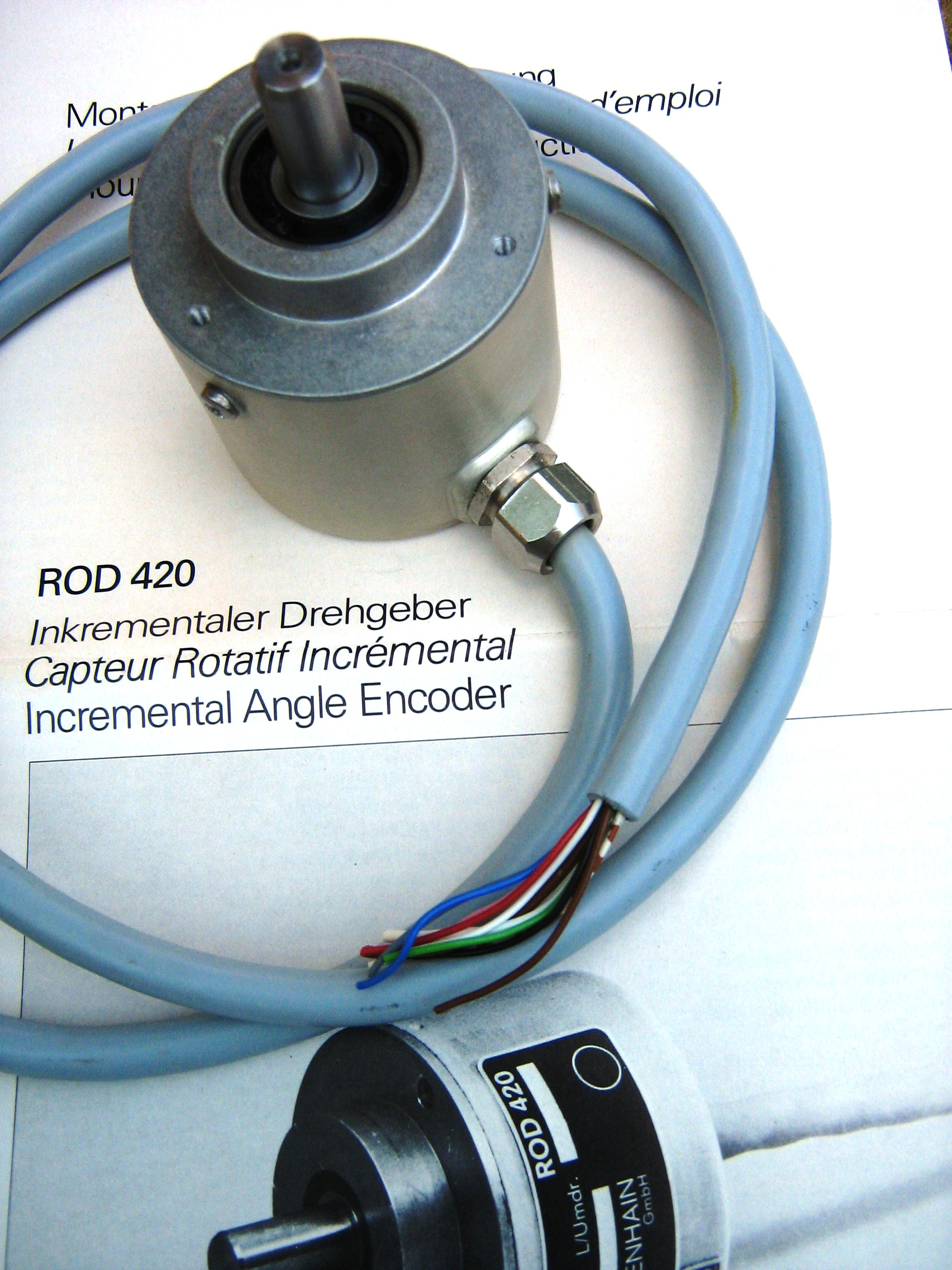
Enkoder inkrementalny ROD 420

Charakterystyczną cechą tych enkoderów jest stała liczba impulsów na wyjściu do 10000 impulsów/obrót, odpowiadająca rozdzielczości systemu pomiarowego. 
W celu kontroli kierunku (prawo-lewo), drugi w kolejności sygnał jest przesunięty fazowo o 90°. Licznik zewnętrznego systemu kontroli może być ponownie ustawiany dodatkowym zerowym impulsem. 
Pomiar położenia następuje niezależnie od rozdzielczości wyjściowej enkodera. Oznacza to, że każda rozdzielczość od 1 do 32768 impulsów na obrót może być uzyskana na podstawie wewnętrznego próbkowania. Takie precyzyjne rejestrowanie mechanicznego ruchu obrotowego i jego zamiana na sygnał elektryczny jest zasadnicze dla niezawodnego działania w pozycjonowaniu i CNC.